# Dario Grixoni
Dario Grixoni (Roma, 1910 – Benafer, 21 luglio 1938) è stato un militare italiano, decorato con la medaglia d'oro al valor militare alla memoria nel corso della guerra di Spagna.

## Biografia
Nacque a Roma nel 1910, figlio di Giuseppe e Anna Poccardi. A Genova, dove la famiglia risiedeva da molti anni, frequentò le scuole, studiando al Collegio Nazionale, al "Doria", al "Vittorino" e al Liceo dove, ottenne la maturità scientifica nel luglio 1932, dopo essere stato anche a Londra per qualche tempo per apprendere la lingua inglese ed impratichirsi del commercio. Nell’ottobre successivo fu ammesso, per concorso,  a frequentare la Regia Accademia di Artiglieria e Genio di Torino da cui uscì due anni dopo con il grado di sottotenente assegnato all'arma di artiglieria. Frequentata la Scuola d’applicazione d'arma fu destinato al 2º Reggimento artiglieria di Corpo d'armata dove il 1º ottobre 1936 fu promosso tenente. Studente universitario non tralasciava di seguire i suoi studi favoriti in scienze politiche, dapprima a Genova ed in seguito a Torino e a Firenze. Trasferito alla fine dello stesso anno al 10º Reggimento artiglieria "Volturno", il 2 febbraio 1937 partì volontario per combattere nella guerra di Spagna. Assegnato alla 2ª batteria del 1º Reggimento artiglieria della 4ª Divisione fanteria "Littorio", ne assumeva il comando il 3 aprile 1938 durante i combattimenti sul fronte dell'Ebro allorché rimase ferito il comandante titolare. Cadde in combattimento a Benafer il 21 luglio 1938, e fu insignito della medaglia d'oro al valor militare alla memoria. L'Università di Firenze gli concesse la laurea ad honorem in scienze politiche alla memoria.

### Fonti
1. ↑  Gruppo Medaglie d'Oro al Valore Militare 1965, p. 321.
2. 1 2 3 4 5 6 7  Combattenti Liberazione.
3. ↑   Medaglia d'oro al valor militare Grixoni, Dario, su quirinale.it, Quirinale. URL consultato l'11 febbraio 2023.
4. ↑  Registrato alla Corte dei conti lì 4 maggio 1939,  guerra registro 17, foglio 329.
5. ↑  Registrato alla Corte dei conti lì 19 maggio 1939,  guerra registro n. 39, foglio 125.